# CBK 501 bis 523
Die  Elektrotriebwagen der Baureihe CBK 501–523 wurden von den Cöln-Bonner Kreisbahnen (CKB), den späteren Köln-Bonner Eisenbahnen, beschafft. Sie fuhren mit 1200 Volt Gleichspannung und kamen auf der Rheinuferbahn zwischen Köln und Bonn zum Einsatz.
Die später als KBE ET 1–14 bezeichneten Fahrzeuge waren die ersten Fahrzeuge der Gesellschaft. Einzelne Fahrzeuge erreichten ein Dienstalter von über 50 Jahren. Zwei von ihnen waren bis Anfang der 1970er Jahre vorhanden. Dabei wurde der ehemalige CBK 514 1975 als letzter der Wagen bei einem Brand der Fahrzeughalle in Wesseling vernichtet.

## Geschichte
Für die neu erbaute Rheinuferbahn bestellten die Köln-Bonner Eisenbahnen bei verschiedenen Herstellern 21 Triebwagen und 21 Bei- bzw. Steuerwagen. Die Fahrzeuge wurden von 1905 bis 1912 geliefert. Die Triebwagen trugen die Betriebsnummern 501–521, 1914 wurden zwei Fahrzeuge nachgeliefert und als 522 und 523 bezeichnet. Die Beiwagen hatten die Betriebsnummern 601–602, 651–659, 701–703, 751–752, 801–803, 101 und 151.
Infolge der Kriegsereignisse zweier Weltkriege gingen sechs Fahrzeuge verloren. Eine Ausmusterungswelle folgte in den 1950er Jahren, als 13 Fahrzeuge durch Lieferung von Neubaufahrzeugen überflüssig wurden. Aus dem gleichen Grund traf es in den 1960er Jahren noch einmal fünf Fahrzeuge.
1973 war nur noch der ehemalige CBK 514 als Bahndienstwagen vorhanden. Dieser sollte für das zu gründende Technikmuseum Berlin aufbewahrt werden. Er war in der Fahrzeughalle in Wesseling abgestellt und wurde dort gelegentlich als Rangierfahrzeug oder für Sonderfahrten eingesetzt. Beim Brand der Fahrzeughalle wurde er als letzter seiner Serie vollständig vernichtet.

## Technik
Äußerlich waren Trieb- und Beiwagen sehr ähnlich. Sie besaßen mittlere große Einstiegs- und Gepäckräume. Die Einstiegstüren waren als doppelte Drehtüren ausgeführt und zurückgesetzt, um einen bequemen Einstieg zu ermöglichen.
Die Langträger waren aus U-Profilen aus Stahl hergestellt, wobei die Öffnungen nach außen zeigten. Das Untergestell und auch die Drehgestelle waren besonders kräftig ausgeführt. Wegen der engen Gleisradien besaßen die Wagen einen breit ausgelegten Mittelpuffer mit darunter angeordneter Hakenkupplung. Der Wagenkasten bestand vorwiegend aus Holz, das durch Metallteile verstärkt war und elfenbeinfarben lackiert war. Die Dachkonstruktion besaß auffällige Oberlichter. Auf dem Dach fanden W-Stromabnehmer von Siemens Platz, die später durch Scherenstromabnehmer ersetzt wurden. Das Heben und Senken der Stromabnehmer geschah über ein mechanisches Getriebe vom Führerstand aus.
Die elektrische Ausrüstung der Fahrzeuge stammte bei den Fahrzeugen aus der Zeit von 1905 bis 1912 von den Siemens-Schuckert-Werken, die beiden aus dem Jahr 1914 erhielten diese von AEG. Sie waren mit Vielfachsteuerung ausgerüstet und konnten im Verband von bis zu zwei Motorwagen und zwei dazwischen liegenden Beiwagen gefahren werden. Im Laufe der Zeit erfolgten mehrere Umbauten. So wurden die Oberlichter entfernt und durch Flachdächer ersetzt. Manche Fahrzeuge erhielten Stirnwandtüren mit Übergangseinrichtungen.